# Jan i Myren
Jan i Myren är ett naturreservat i Torsby kommun i Värmlands län.
Området är naturskyddat sedan 2014 och är 2 hektar stort. Reservatet består av gran på en svag sluttning. Reservatet är inrättat för att freda en lokal för större vattensalamander. 